# Конхотомия
Конхотомия — частичное или полное удаление слизистой оболочки носа (нижней и средней носовых раковин Conchae nasales), освобождающее дыхание.

## Методы операций

### Режущей носовой петлей
Часть раковины удаляют режущей носовой петлей с предварительным надрезом её конхотомом или с помощью одной только петли без надреза. Как правило операция проводится стационарно и под наркозом.

### Лазерная конхотомия
Испарение или прижигание носовых раковин лазером. Эта операция проводится под местным обезболиванием и чаще всего амбулаторно. Во время операции пациент находится в полном сознании. Вследствие термического воздействия на ткани снижен риск заражения по сравнению с традиционным методом. Кроме того, кровотечение во время и после операции почти исключено.

### Электрокоагуляция или термокоагуляция
Прижигание носовых раковин электрическим током. С этой целью могут применяться постоянный ток (гальванокаустика), а также токи высокой частоты (диатермокоагуляция, дарсонвализация, УВЧ-Бревилюкс-терапия). Этот метод похож на лазерную конхотомию.

### Криохирургия (криодеструкция)
Используются низкие температуры для деструкции (разрушения) органов и тканей больного, подлежащих удалению. Криодеструкция не требует обезболивания, так как быстрое охлаждение приводит к функциональному повреждению чувствительных нервных окончаний — анальгетическому эффекту. Только при оттаивании в месте вмешательства чувствуется слабое жжение или покалывание.

### Радиоволновая хирургия
Применяется для разреза и коагуляции мягких тканей. Эффект разрез или испарения возникает за счет тепла, образующегося в ткани, при контакте медицинского электрода, передающего высокочастотные радиоволны, с кожей или другими мягкими тканями.
Необходимый результат (оперативный или лечебный) зависит от времени контакта с тканью, размера электрода и формы волны.
Преимущества метода:
Бескровность и стерильность, так как разрез делается без воздействия на ткани и не сопровождается механическим разрушением клеток и некрозом окружающих слоев.
Безболезненность.
Быстрое заживление, так как тканевые разрушения очень малы.
Высокий косметический эффект, так как заживление без грубого рубцевания тканей (в отличие от традиционной хирургии, электрохирургии, лазерной и криодеструкции).